# Neath
Neath (/niːθ/ (del galés: Castell-nedd) /castell-nedd/ⓘ) es una ciudad y comunidad situada en el área principal de Neath-Port Talbot, Gales, Reino Unido. La ciudad está situada sobre el río del mismo nombre, 7 millas (11 km) al noreste al este de Swansea.

## Historia

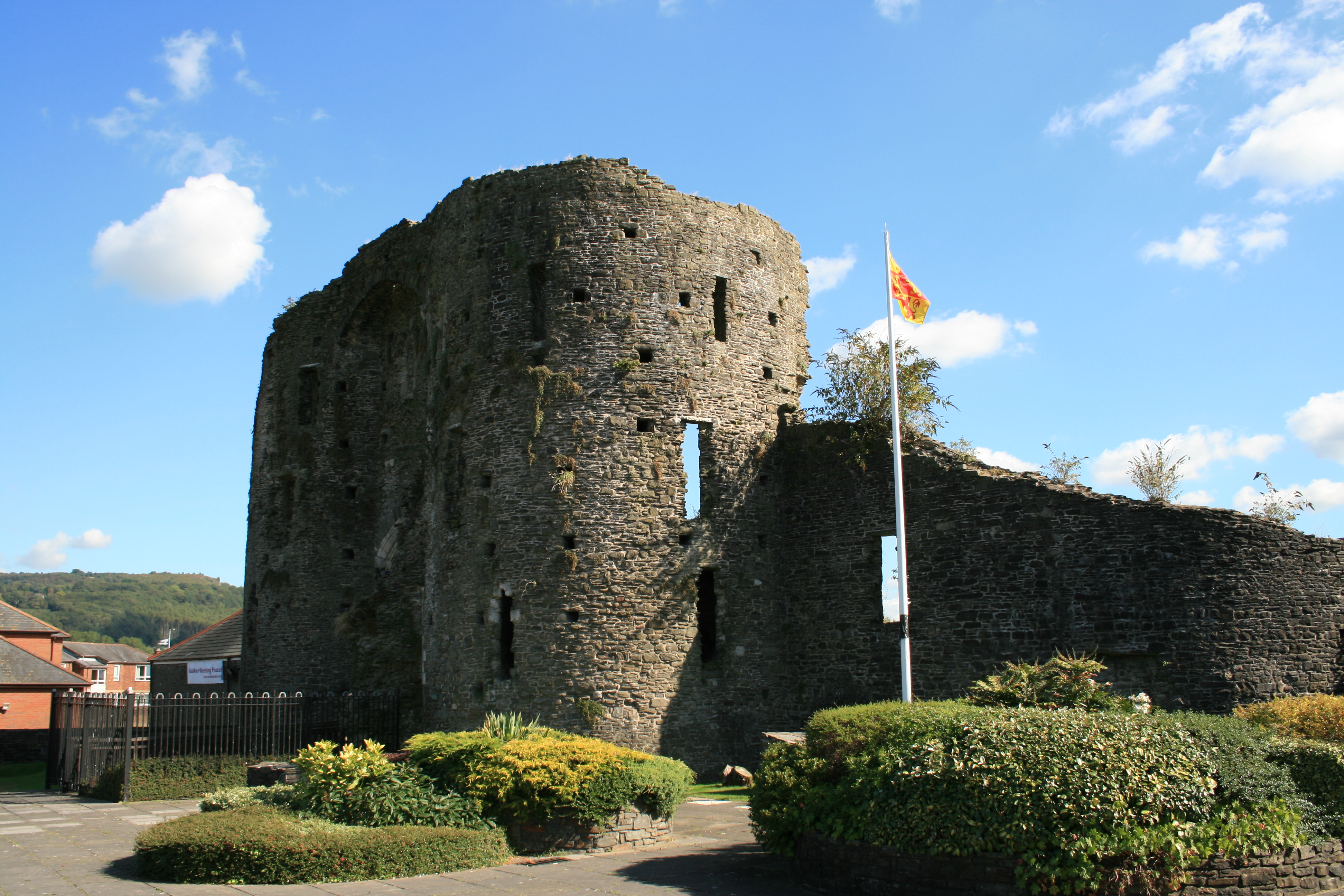
Castillo de Neath

Históricamente, Neath fue el punto de cruce del río Neath y fue establecido como asentamiento desde los romanos, creando el fuerte de Nido o Nidum en el 70 AC. La fortaleza romana tomó su nombre del río Nedd, el significado es algo confuso pero los historiadores opinan que simplemente significa «río». El fuerte cubrió una gran área que ahora se encuentra en los campos de juego de DWR-y-Felin Comprehensive School. En la década de 1960, se informó en los medios de comunicación local de un campamento romano masivo que se encuentra por encima de Llantwit en el que habría cabida a muchos miles de tropas.
San Illtyd visitó la zona de Neath y estableció un asentamiento en lo que hoy es conocido como Llantwit en el extremo norte de la ciudad. La iglesia de San Illtyd fue construida en este acuerdo y se amplió en la invasión Normanda varias veces. La estructura normanda de la iglesia permanece intacta hasta el día de hoy dentro de la Iglesia en Gales.